# Rhône
Rhône (tiếng Pháp: Le Rhône [ʁon]; tiếng Đức: Rhone [ˈroːnə]; tiếng Đức Walser: Rotten [ˈrotən]; tiếng Ý: Rodano [ˈrɔːdano]; tiếng Arpitan: Rôno [ˈʁono]; tiếng Occitan: Ròse [ˈrɔze]) là một trong những con sông lớn của chậu Âu, xuất phát từ sông băng Rhône tại dãy Alpes Thụy Sĩ ở mạn đông của bang Valais, chảy qua hồ Geneva và miền đông nam nước Pháp. Tại Arles, gần Địa Trung Hải, con sông chia thành hai nhánh, gọi là Đại Rhône (tiếng Pháp: Le Grand Rhône) và Tiểu Rhône (Le Petit Rhône). Vùng châu thổ sông nằm trên toàn khu vực Camargue.

## Vai Trò Kinh Tế
Sông Rhône đóng vai trò quan trọng trong giao thông hàng hải và thương mại, hỗ trợ việc vận chuyển hàng hóa và người từ thượng nguồn đến biển Địa Trung Hải.
Nó cũng đóng vai trò quan trọng trong nền kinh tế nông nghiệp và chế biến rượu vang ở vùng Rhône Valley.

## Thác Nước
Sông Rhône có một số thác nước quan trọng như thác Génissiat ở Pháp. Các thác nước này được sử dụng để sản xuất năng lượng điện.

## Lịch Sử và Văn Hóa
Thung lũng Rhône là nơi có nhiều di tích lịch sử, thành phố cổ và lâu đài có giá trị văn hóa.
Sông Rhône đã chứng kiến nhiều sự kiện lịch sử, từ thời kỳ La Mã đến thời kỳ Trung Cổ và thậm chí trong Thế chiến thứ Hai.

## Liên kết
- The Rhone-Mediterranean branch of EauFrance
- Waterways in France
- CNR Lưu trữ ngày 11 tháng 2 năm 2010 tại Wayback Machine